# Saltpande
Naturlige saltpander eller saltflader er flade vidder af jord dækket med salt og andre mineraler, som normalt skinner hvidt under solen. I Danmark findes de i marskområder, delvis uden vegetation, bl.a. på Rønnerne på Læsø og i indermarsken på Skallingen i sydvestjylland, hvor de er 5-200 m i diameter og 10-30 cm dybe. Andre steder findes de i ørkener, og er naturlige formationer (i modsætning til saltfordampningsdamme, som er kunstige).
En saltpande opstår når en sø eller dam fordamper. Dette sker i et klima, hvor vandfordampningshastigheden overstiger nedbøren, altså i en ørken. Hvis vandet ikke kan løbe ned i jorden, og bliver på overfladen, indtil det fordamper, og efterlader mineraler udfældet fra saltioner opløst i vandet. I løbet af tusinder af år ophobes mineralerne (normalt salte) på overfladen. Mineralerne reflekterer solens stråler og fremstår ofte som hvide områder.
Saltpander kan være farlige. Saltskorpen kan dække over en sump af mudder, der kan opsluge en lastbil. Qattara-sænkningen i den østlige del af Saharaørkenen indeholder mange sådanne fælder, som tjente som strategiske barrierer under Anden Verdenskrig.

## Eksempler
Bonneville Saltflade i Utah, hvor der er blevet sat mange landhastighedsrekorder, er en velkendt saltpande i de tørre områder i det vestlige USA.
Etosha-panden, i Etosha nationalpark i Namibia, er et andet kendt eksempel på en saltpande.
Salar de Uyuni i Bolivia er den største saltpande i verden. I 2024 anslåes det at Bolivia, med anslået 23 millioner tons, ejer omkring 22% af verdens kendte lithiumressourcer (105 millioner tons); de fleste af dem findes i Salar de Uyuni. Det store område, den klare himmel og den enestående fladhed af overfladen gør Salar til et ideelt objekt til at kalibrere højdemålerne på jordobservationssatellitter.
En del af Rann of Kutch (Indien) er saltmarsk i den våde sæson og saltpande i den tørre sæson.